# فضاپیمای آپولو

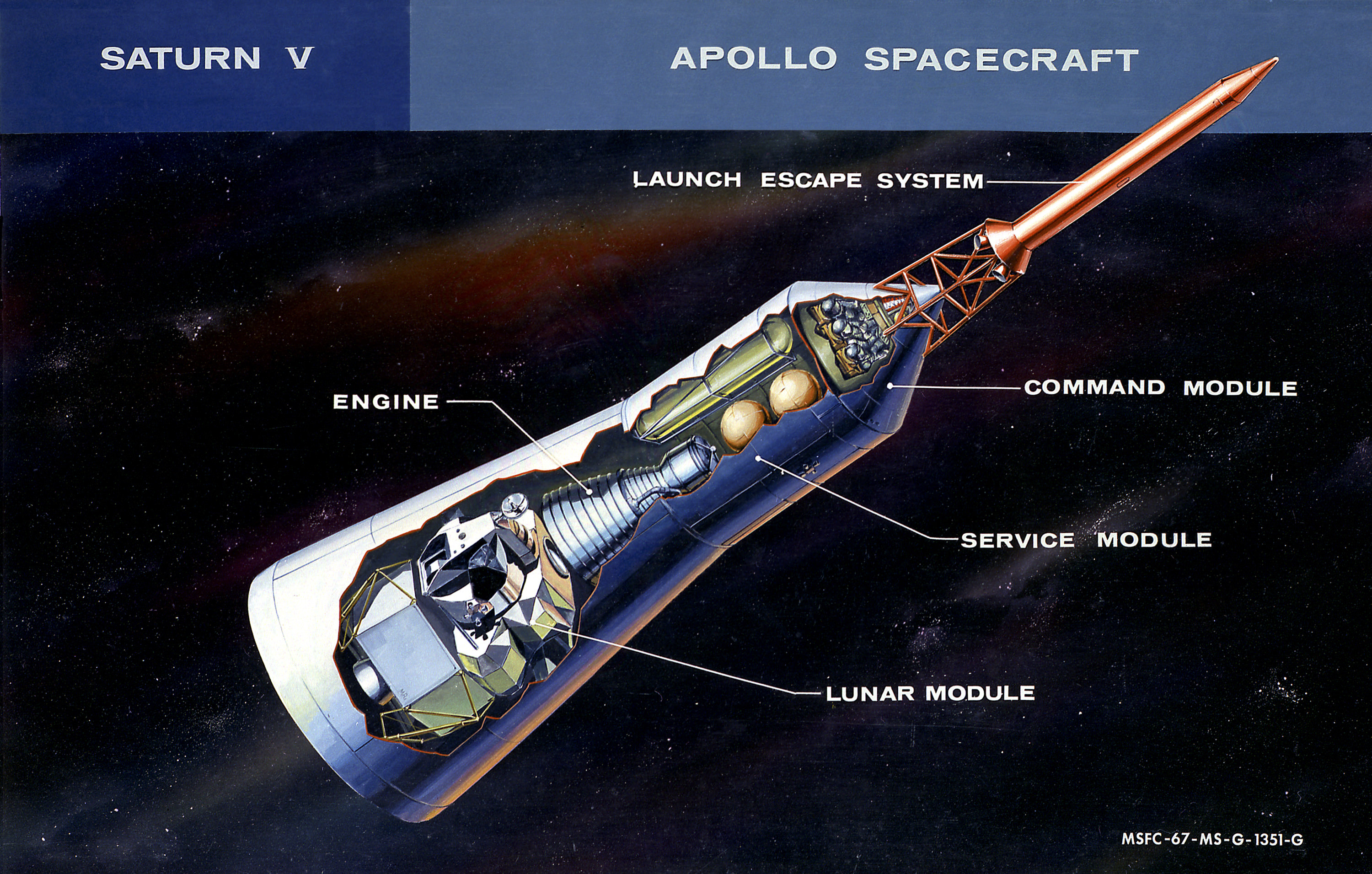
بسته کامل فضاپیمای آپولو: سیستم پرتاب فرار، سفینه فرماندهی، سفینه خدمات، سفینه ماه‌نشین، آداپتور سفینه ماه‌نشین فضاپیما

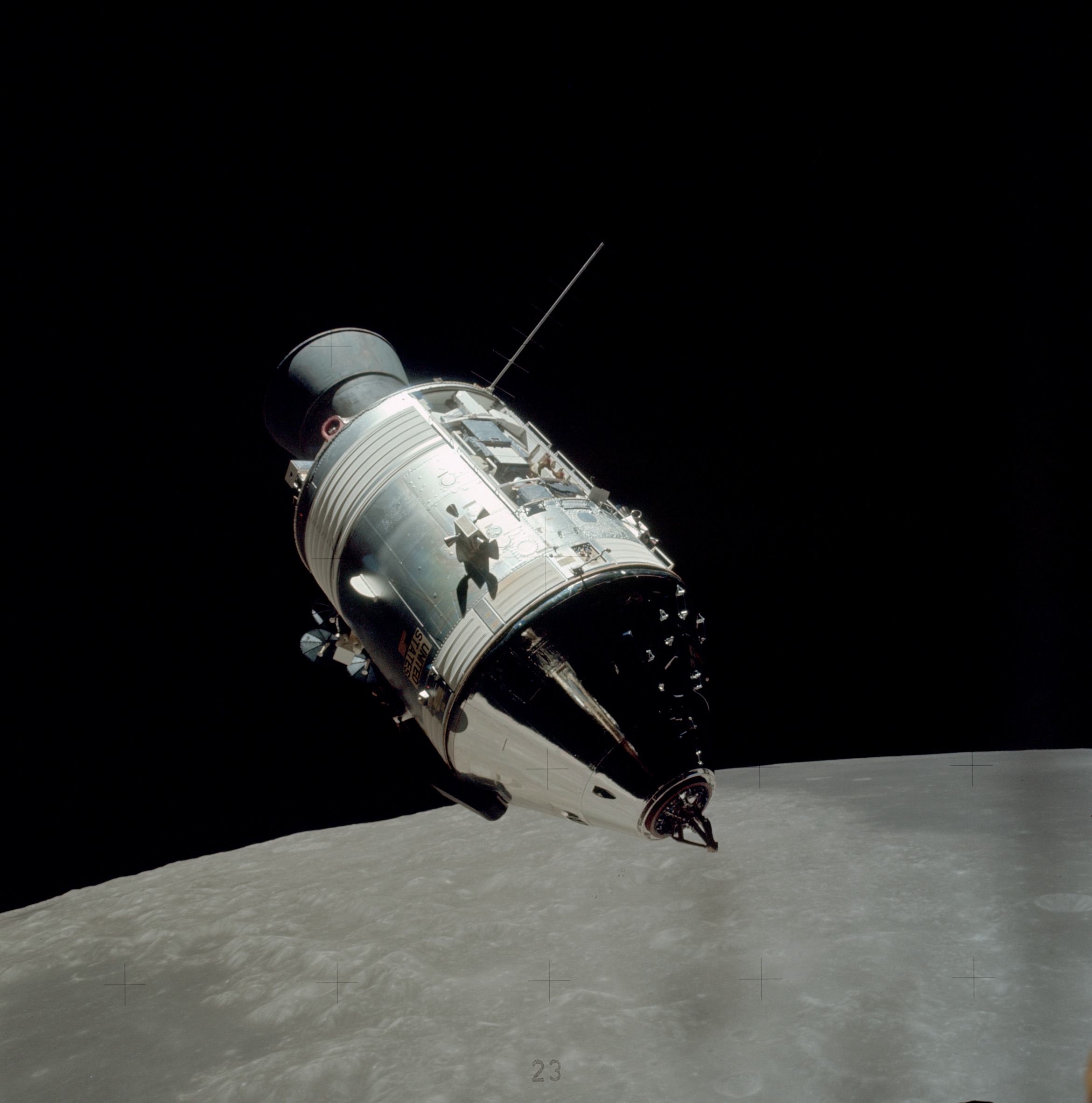
سفینه فرماندهی و خدمات آپولو ۱۷ که در مدار ماه می‌چرخد

فضاپیمای آپولو از سه قسمت تشکیل شده بود، تا بتواند قبل از پایان دهه ۶۰، هدف فرود فضانوردان آمریکایی بر ماه در برنامه فضایی آپولو را فراهم کند، و آنان را به سلامت به زمین برگرداند. این فضاپیمای یک‌بار مصرف از ترکیب سفینه فرماندهی و خدمات آپولو و ماه‌نشین آپولو تشکیل شده است. دو بخش دیگر به چینش نهایی فضاپیما افزوده می‌شوند: یک آداپتور فضاپیما و ماه‌نشین که برای قرارگیری ماه‌نشین و همچنین متصل شدن سفینه فرماندهی به موشک ساترن طراحی شده است، و یک سیستم پرتاب فرار که خدمه را در شرایط اورژانسی از موشک دور می‌کند.
طراحی، بر اساس نزدیک شدن به مدار مورد نظر ماه صورت گرفت: فضاپیمای دو قسمتی به سمت ماه فرستاده می‌شد و به مدار ماه می‌رفت. درحالی که ماه‌نشین جدا می‌شد و بر روی سطح ماه فرود می‌آمد، سفینه فرماندهی و خدمات در مدار باقی می‌ماند. این دو قسمت یکدیگر را در مدار ماه ملاقات می‌کردند و سفینه فرماندهی و خدمات، خدمه را به زمین بازمی‌گرداند. تنها بخشی از سفینه که به همراه خدمه به زمین بازمی‌گشت، سفینه فرماندهی بود.
سیستم پرتاب فرار به محض رسیدن فضاپیما به نقطه‌ای که دیگر بدان نیازی نبود، حذف می‌شد و آداپتور فضاپیما و ماه‌نشین تا مراحل بالاتر به سفینه متصل می‌ماند. دو بخش اضافی بدون سرنشین، یک ماه‌نشین بدون سرنشین، و یک سفینه فرماندهی و خدمات سرنشین‌دار؛ به وسیله موشک ساترن IB به مدار نزدیک زمین منتقل می‌شد. موشک بزرگتر ساترن ۵، دو بخش اضافی را تا مدار بالای زمین حمل می‌کرد و سفینه فرماندهی و خدمات را به مدار ماه می‌رساند، از این موشک در یک مأموریت سرنشین‌دار در مدار نزدیک زمین و ۸ مأموریت سرنشین‌دار در مدار ماه استفاده شد.